# Northrop YB-49
Le Northrop YB-49 est un prototype de bombardier lourd à réaction développé par Northrop peu après la Seconde Guerre mondiale, conçu pour être utilisé dans les unités de bombardement de la United States Air Force. L'avion est une aile volante issue de la remotorisation avec des turboréacteurs de l'YB-35 à moteurs à pistons du même avionneur. L'YB-49 effectue son premier vol le 21 octobre 1947 mais n'atteint pas les performances requises et montre rapidement des problèmes ; la perte des deux premiers exemplaires conduit l'Air Force à mettre fin au programme et annuler toutes les commandes en 1950. Une version de reconnaissance continue d'être testée par Northrop mais ne trouve pas de débouché, les militaires lui préférant le Convair B-36, plus conventionnel, équipé de moteurs à pistons.
Les travaux de conception réalisés dans le développement des YB-35 et YB-49 s'avèrent précieux pour Northrop des décennies plus tard dans le développement du bombardier furtif B-2, qui entre en service à la fin des années 1990.

## Conception et développement

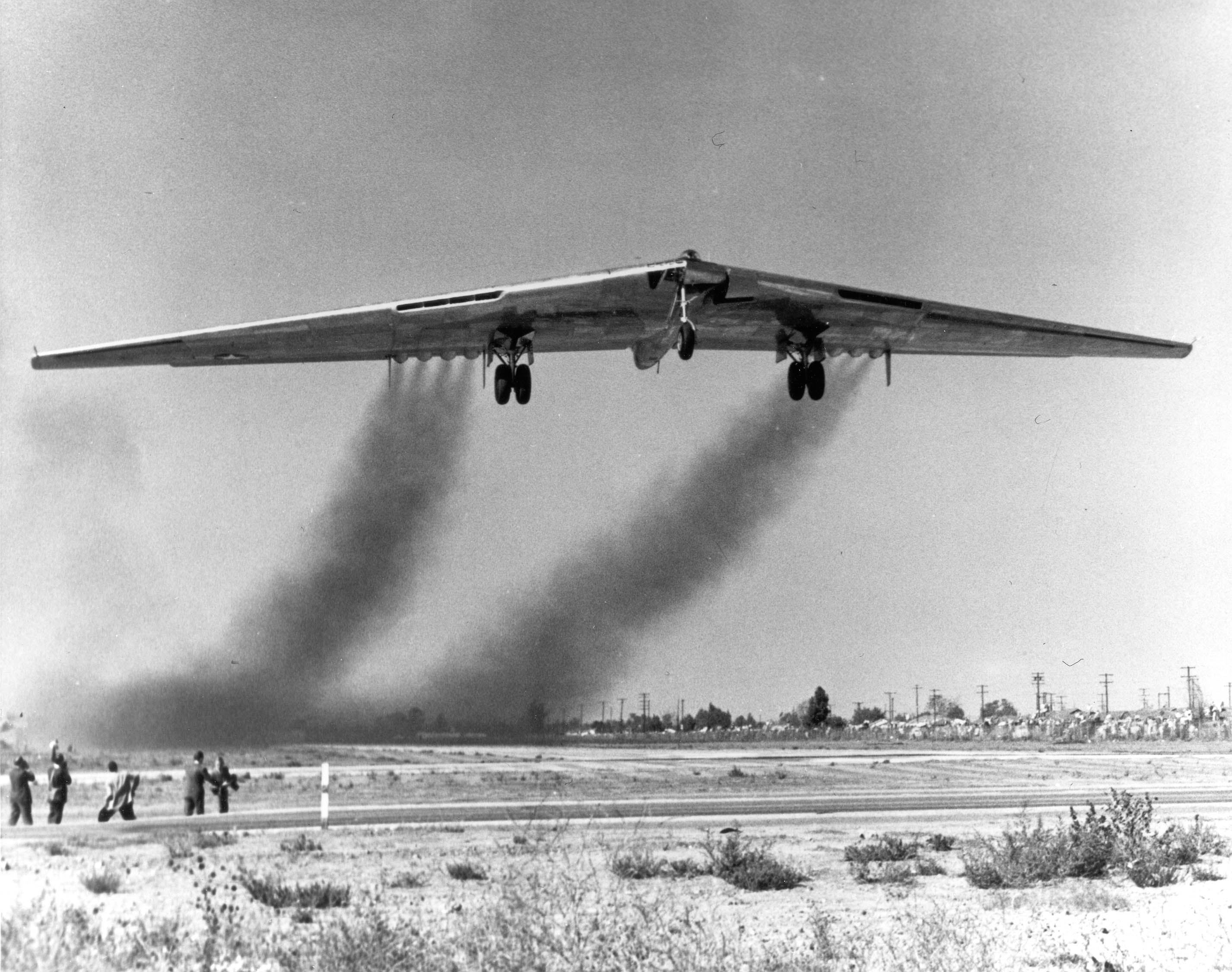
Le YB-49 prend l'air pour la première fois.

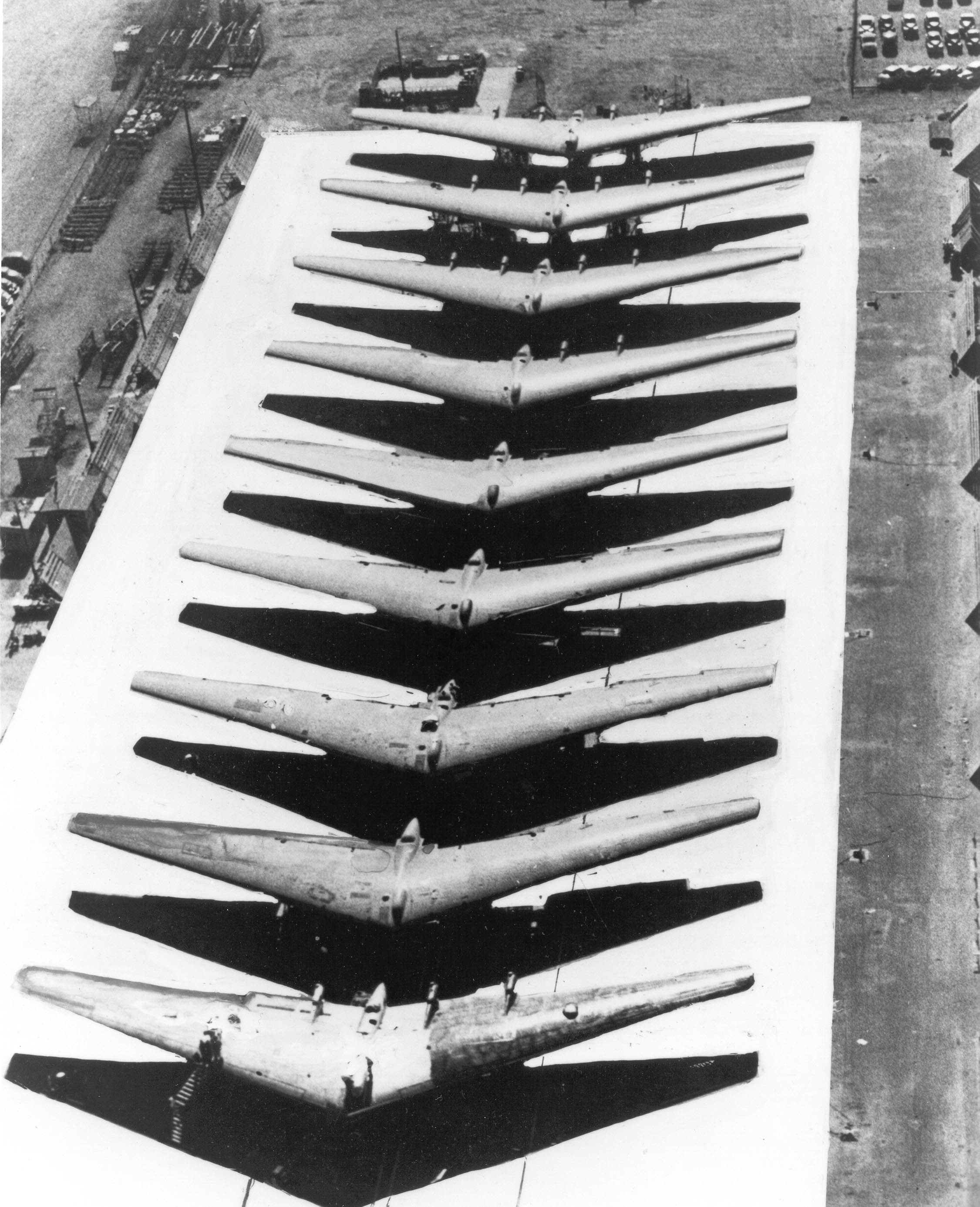
Des cellules de YB-35B partiellement achevées alignées pour être terminées ou converties en YRB-49A.

En 1944, le programme d'aile volante XB-35 accuse de sérieux retards et, la fin des avions de combat à moteurs à pistons s'annonçant, le contrat de production est annulé en mai de cette année. Cependant, l'idée d'aile volante reste suffisamment intéressante pour l'Air Force pour que les essais continuent avec le YB-35A de production.
Parmi les avions construits par la suite se trouvent deux cellules que l'Air Force demande d'équiper avec des réacteurs et qui reçoivent la désignation YB-49,. Le premier de ces nouveaux YB-49 à réaction vole le 21 octobre 1947, ; il se montre plus prometteur que ses homologues à moteurs à pistons. Le YB-49 réalise un record d'endurance non officiel en restant en permanence au-dessus de 12 200 m pendant 6,5 heures.
Le deuxième YB-49 est perdu le 5 juin 1948, tuant son pilote, le major Daniel Forbes (en) (d'après lequel la Forbes Air Force Base (en) a été nommée), le capitaine Glen Edwards (d'après lequel la Edwards Air Force Base est nommée) et trois autres membres d'équipage ; l'un d'entre eux, le lieutenant Edward Lee Swindell faisait partie de l'équipage du Boeing B-29 qui a assisté Chuck Yeager pour le passage du mur du son dans le Bell X-1. Leur avion connait une défaillance structurale, les sections extérieures des ailes se détachant de la partie centrale. Les spéculations de l'époque disent que le YB-49 a été perdu à cause de charges excessives imposées à la lourde structure au cours d'un vol d'essai de la récupération de décrochage du grand bombardier, conduisant à un soudain piqué à grande vitesse avec le nez en l'air. Le piqué à grande vitesse résulte, dans la conception en aile pure, à la faible traînée qui donne au YB-49 une grande accélération en cas de piqué. Le pilote d'essai du YB-49 Robert Cardenas revendique par la suite que le YB-49 pivote vers l'arrière en décrochage, et qu'il a prévenu Edwards à ce sujet. Jack Northrop réplique plus tard qu'un tel comportement est impossible.
Le 4 février 1949, le premier YB-49 effectue un vol de Muroc Air Force Base en Californie à Andrews AFB, près de Washington, D.C. en 4 heures et 25 minutes, après lequel le président Truman demande un survol de Pennsylvania Avenue au niveau de vol correspondant au plafond de l'avion. Le vol de retour depuis Andrews est marqué par l'arrêt de quatre des huit moteurs en raison d'un manque d'huile. Les inspections après un atterrissage d'urgence réussi à Winslow Airport dans l'Arizona révèlent qu'à Wright, le plein d'huile n'a pas été effectué à la suite de l'étape Muroc-Andrews, soulevant des soupçons de sabotage industriel.
Le dernier prototype du YB-49 opérationnel est détruit le 15 mars 1950, au cours d'essais de roulage à grande vitesse à Muroc Field. Le train avant commence par rencontrer des problèmes de vibration puis finit par s'effondrer ; l'appareil est complètement détruit par l'incendie qui s'ensuit. Les essais de roulage ont eu lieu avec les réservoirs de carburant du YB-49 pleins, une procédure d'essai inhabituelle, attisant encore les spéculations d'un sabotage industriel de l'avion.
L'Air Force demande que les YB-35 restants soient achevés comme B-35B de production.
Les essais de bombardement de cible montrent une tendance de l'aile volante à « chasser » en lacet après les virages et voler dans l'air « turbulent » diminue la précision des tirs. On pense alors que l'un des nouveaux pilotes automatiques Honeywell, avec amortissement de lacet, peut corriger cette imperfection. Le pilote d'essai en chef de Northrop sur les programmes YB-35 et YB-49, Max Stanley, raconte dans un documentaire de Discovery Channel de 1992, The Wing Will Fly, que l'adaptation du pilote automatique dans ce double rôle « amortit les oscillations directionnelles au niveau où... je pense que vous voulez dire que c'était conforme aux spécifications (militaires). » Le brigadier général Robert Cardenas a également piloté le YB-49 au cours de plusieurs de ses vols d'essai, vantant l'avion pour ses étonnantes performances, en notant que le YB-49 avait besoin d'une trajectoire rectiligne très longue pour absorber les oscillations directionnelles avant le largage des bombes. Plusieurs de ces difficultés ne pourront finalement être surmontées que lorsque seront disponibles les systèmes de commandes de vol électriques et la stabilité artificielle générée par ordinateur, dans les années 1970, aboutissant au développement de l'aile volante furtive Northrop B-2 Spirit.
La conversion du XB-35 à long rayon d'action en avion à réaction a essentiellement réduit de moitié la portée effective de l'avion, le mettant dans la catégorie des bombardiers à moyen rayon d'action avec le bombardier à réaction à ailes en flèche de Boeing, le B-47. Le B-47 est optimisé pour le vol à haute altitude et à grande vitesse et, à une époque où vitesse et altitude deviennent le mot d'ordre, l'épais profil d'aile du YB-49 ne peut pas être optimisé pour des performances à haute vitesse. Dans le même documentaire de Discovery Channel, James Young, ancien historien de l'Air Force Flight Test Center, affirme que, bien que les manœuvres politiques aient certainement joué un rôle dans la disparition de l'avion, le programme « Flying Wing » a finalement été annulé pour des raisons technologiques sérieuses.

## Histoire opérationnelle

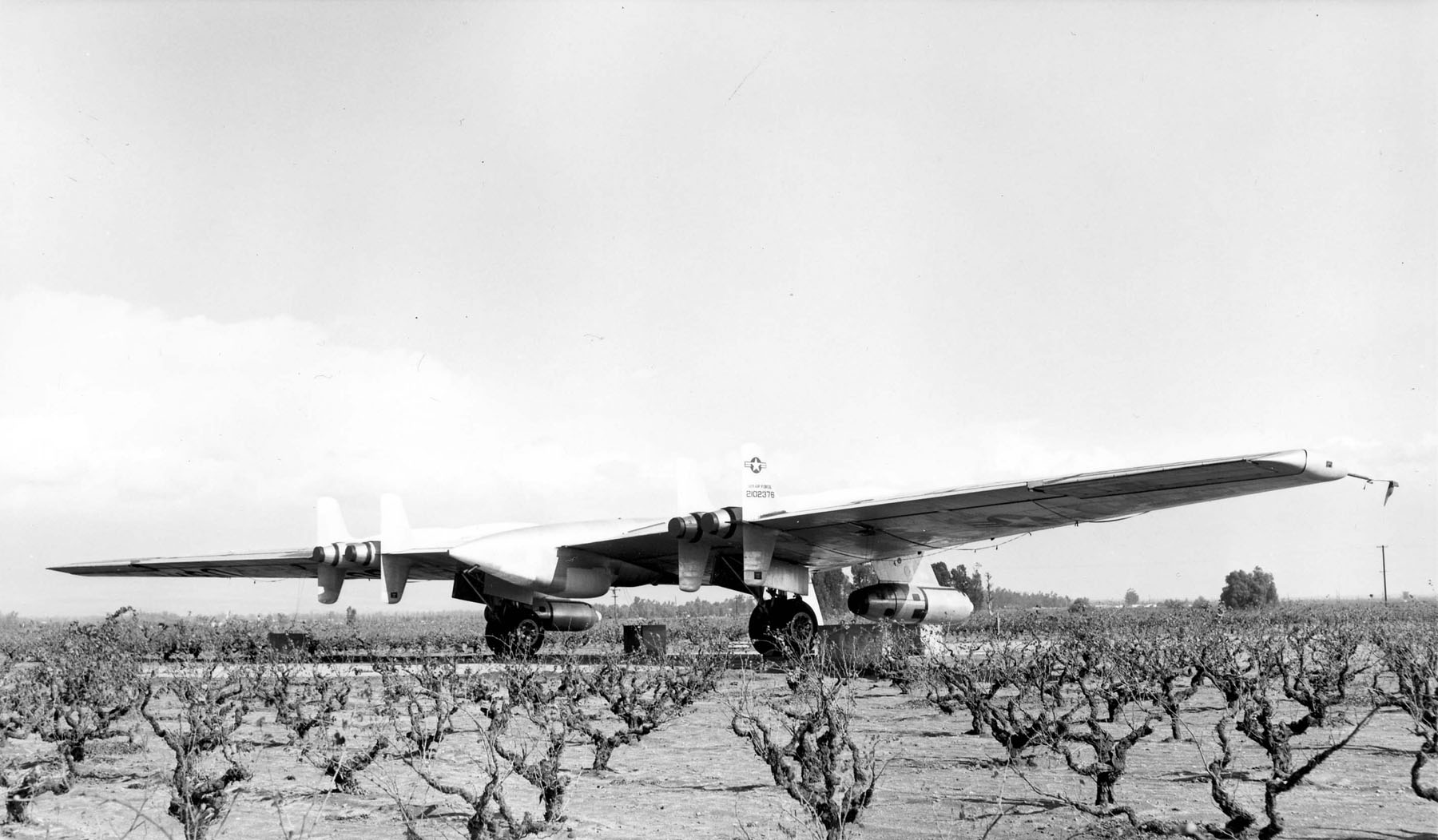
Le Northrop YRB-49A avec six moteurs, deux d'entre eux sont montés à l'extérieur, dans des nacelles suspendues sous l'avion.

Un YRB-49A est achevé quand, en septembre 1948, l'Air Force demande la production de cette version comme avion de reconnaissance « RB-49A ». Il est propulsé par six moteurs à réaction, deux d'entre eux étant montés dans des nacelles sous les ailes, ce qui gâche l'élégance et l'aérodynamique de l'avion, mais augmente son rayon d'action en lui permettant de transporter plus de carburant. L'utilisation de moteurs à réaction augmente considérablement sa consommation de carburant et diminue son rayon d'action de manière significative, jusqu’à être inférieur à celui du Convair B-36, son concurrent.
Au début des années 1950, les carcasses de YB-35 restantes, alors en cours de conversion en YRB-49A, sont mises à la ferraille. Les essais en vol du seul prototype YB-49 restant prennent fin le 14 mars 1950. Le 15 mars 1950, le programme est annulé, et le dernier prototype YB-49 connaît un accident au roulage, qui le détruit totalement dans l'incendie qui s'ensuit.
Seulement deux mois plus tard, tous les contrats « Flying Wing » sont annulés brusquement sans justification, par ordre de Stuart Symington, secrétaire de l'Air Force. Peu après, toujours sans explication, Symington rejette une requête de la Smithsonian Institution, qui souhaitait que l'Air Force fasse don d'une de ces grandes ailes volantes à sa collection.

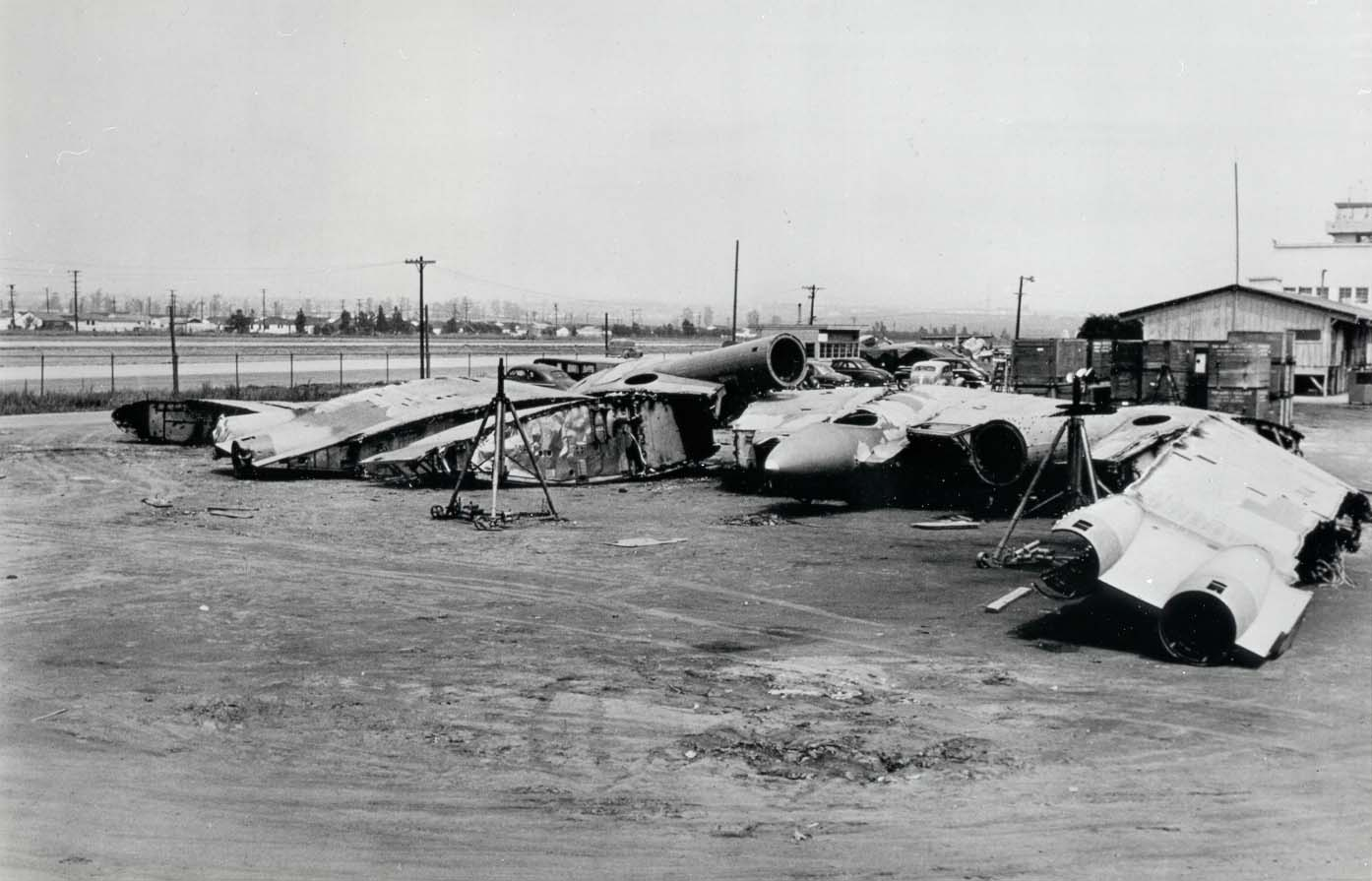
Après l'annulation du programme, les YB-35 et YB-49 sont détruits à l'usine Northrop.

Toutes les cellules de bombardiers « Flying Wing », à l'exception du seul YRB-49A de reconnaissance, sont ensuite détruites par l'Air Force, les matériaux fondus avec des fours apportés à l'usine Northrop, à la vue de ses employés. Jack Northrop se retire à la fois de l'entreprise qu'il a fondé et de l'aviation, peu après avoir vu son rêve d'avion tout-en-aile détruit. Son fils, John Northrop JR., raconte plus tard dans une interview la tristesse de son père et les soupçons que son projet d'aile volante ait été saboté par influence politique et par des magouilles entre Convair et l'Air Force.
L'unique prototype de plateforme de reconnaissance, le YRB-49A, effectue son premier vol le 4 mai 1950. Après seulement 13 vols, les essais s'arrêtent soudainement le 26 avril 1951. Il retourne ensuite au siège social de Northrop depuis la Edwards Air Force Base (anciennement Muroc), cela sera son dernier vol. Là, cette aile volante demeure abandonnée au bord de l'aéroport Northrop Ontario pendant plus de deux ans. Elle sera finalement mise à la ferraille le 1er décembre 1953.
Mais en 1979, dans une interview filmée, Jack Northrop rompt son long silence et déclare publiquement que tous les contrats « Flying Wing » ont été annulés car il refusait que Northrop Aircraft Corporation fusionne avec son concurrent Convair selon la forte proposition de Stuart Symington. Selon Jack Northrop, les demandes de fusion de Convair étaient « scandaleusement déloyales pour Northrop ». Peu après, il se trouve que Symington devient président de Convair, après son départ du poste de secrétaire de l'Air Force. Des allégations d'influences politiques sur l'annulation de l'aile volante ont été examinées par le House Armed Services Comittee, et Symington nie publiquement avoir mis la pression sur Northrop pour fusionner.
Le programme d'aile volante de Northrop a peut-être été interrompu à cause de difficultés techniques, de retard et de dépassement de budget. Un autre facteur peut être la répartition de la petite équipe d'ingénieurs qui était trop importante dans d'autres programmes expérimentaux. Alors que le concurrent Convair B-36 à moteurs à pistons est à l'époque un projet obsolète de la Seconde Guerre mondiale, et qu'il avait eu tout autant de problèmes de développement, voire davantage, l'Air Force semble avoir une plus grande confiance puisque c'est une conception plus conventionnelle et que les problèmes de jeunesse peuvent être résolus, en comparaison de celle - plus radicale - d'aile volante. Tandis que le YB-49 a des performances et des résultats de développement bien documentés, le programme B-36 a besoin de plus d'argent pour le développement. À un moment, il est apparu que le programme B-36 pouvait également être annulé. Mais l'Air Force et la délégation du congrès du Texas voulaient un programme de production pour leur grande usine de construction d'avions de Fort Worth, et Convair a beaucoup plus de lobbyistes effectifs à Washington D.C.. La Northrop Corporation est toujours un pionnier technologique, mais la nature indépendante de Jack Northrop se heurte souvent aux combines des politiques à Washington, qui sont chargés des énormes crédits militaires ; en conséquence, le Convair B-36 triomphe. Quand le bombardier à réaction YB-49 est annulé, Northrop ne reçoit qu’un contrat de production extrêmement réduit pour son chasseur F-89 Scorpion, en compensation de la perte du contrat de l'aile volante.
Le YB-49 et son homologue moderne, le B-2 Spirit, tous deux construits par Northrop Grumman, ont la même envergure : 52,4 m. Les informations collectées lors des vols d'essais du YB-49 ont été utilisées pour le développement du bombardier B-2.
Trente ans après, en avril 1980, Jack Northrop, alors âgé et en fauteuil roulant, est revenu à l'entreprise qu'il a fondée. Là, on l'a emmené dans une zone confidentielle classée secret défense pour lui montrer un modèle réduit du futur, mais encore classé hautement secret, bombardier à la pointe de la technologie, qui sera finalement connu comme le Northrop B-2 ; c'est une aile volante pure. Regardant par-dessus ses lignes familières, Northrop, qui ne pouvait plus parler à cause de plusieurs maladies, a écrit sur un bloc-notes : « Je sais pourquoi Dieu m'a gardé en vie pendant ces 25 dernières années ». Jack Northrop est décédé dix mois plus tard, en février 1981, huit ans avant le premier vol du B-2.

## Dans la culture populaire
Le film La Guerre des mondes de Paramount Studios, intègre un film en couleurs d'un vol d'essai du YB-49, initialement utilisé dans les courts métrages Popular Science de l'époque ; dans le film de Byron Haskin, l'aile volante est utilisée pour larguer une bombe atomique sur les envahisseurs martiens.
Le YB-49 apparaît dans le troisième tome (1948 (Épisode 1)) de la série de bande-dessinées Jack Blues: Airblues. Jack Blues, en compagnie de Rita Hayworth durant le tournage du dernier film de John Ford, dans Monument Valley, assiste au crash d’un prototype de l'aile volante.
Dans l'album L'Art de la guerre, de Floc'h, Fromental et Bocquet, aux éditions Blake et Mortimer, 2023, une maquette du F49 , aile volante mise au point par Ronald Fairbanks, apparaît page 71. Le récit de l'abandon du prototype par l'USAF renvoie aux déboires de Northrop. Curieusement, la dénomination F49 correspond à un chasseur (fighter)  alors que la maquette fait davantage penser à un bombardier.